# T65
Type 65 ili T65 (kin. T65突擊步槍) je jurišna puška koju je dizajnirala i proizvela služba Combined Service Forces za potrebe tajvanske vojske. T65 koristi plinski sustav koji je preuzet od puške Armalite AR-18. Prototip puške proizveden je 1975. godine te je vizualno bila veoma slična legendarnoj američkoj pušci M16. Za razliku od M16, tajvanski model ima modificiraniji čelični ciljnik, preoblikovani kundak te redizajnirani rukohvat.
Broj 65 u nazivu puške označuje Godinu 65 u Republici Kini (Tajvanu), što bi bio ekvivalent 1976. godine. Naime te godine je razvoj modela završen te je započela njegova proizvodnja.

## Modeli
Postoje tri modela puške Type 65:
- T65K1 - prvotni model
- T65K2 - nadograđeni model
- T65K1 - nadograđeni model.

## Uporaba
Type 65 je na Tajvanu standardno oružje tamošnje vojske i marinskog korpusa, dok je model T65K2 "izbacio" iz uporabe sve svoje prethodnike koji su se koristili u tajvanskim vojnim jedinicama. Također, vojska nije 1997. godine uvela u uporabu model Type 86 kao zamjenu za Type 65, ali je vojna policija 2002. godine umjesto T65 počela koristiti model Type 91.

## Korisnici
- - Tajvan
- - Salvador
- - Gvatemala
- - Haiti
- - Jordan
- - Panama
- - Paragvaj

## Vanjske poveznice
- 中華民國 T65 突擊步槍
- 聯勤 T65K2 突擊步槍
- 聯勤 T65K2 卡賓槍
- 國造 T65K3 卡賓槍
- Modern Firearms: Type 65 i njene varijante  Arhivirana inačica izvorne stranice od 16. veljače 2007. (Wayback Machine)